# 富田浜海水浴場
富田浜海水浴場（とみだはまかいすいよくじょう）は、三重県四日市市富田地区（三重郡富田町）大字茂福の富田浜自治会（現在の四日市市富田浜町から～四日市市浜園町～四日市市霞沖）にあった伊勢湾沿いの海水浴場。富田浜という地名は多く、伊勢湾富田浜以外に、宮崎県新富町の日向富田浜と徳島県徳島市の阿波富田浜と漢字表記で同名で宮崎県と徳島県にも富田浜海水浴場がある。

## 概要
- 四日市市富田浜にある、富田浜海水浴場は人気があり、夏になれば海岸には浜茶屋などが立ち並び、大いに賑わった。特に名古屋から近い唯一の海水浴場と云う事もあり、海岸線の松原地帯は高級別荘地となっていた[1]。
- 富田浜海水浴場にアクセスしていた富田浜駅は閑静とした住宅街の中にある。1959年（昭和34年）の伊勢湾台風の襲来まで、富田浜地域は白砂青松の砂浜だった。遠浅の海水浴場だった富田浜町は別荘地として発展してきた。医療法人富田浜病院と付属で過去にあった富田浜看護婦学校が所在しており、上皇后美智子の実家（日清製粉グループ本社）正田家の別荘や名古屋市の財界人が使用する別荘地にもなっていた。有料の海水浴場もあり、夏休み期間になると、富田浜駅のホームは名古屋駅や四日市駅からの海水浴客で混雑した。
- 伊勢湾台風の高波の襲来で、富田浜付近の富田地区は浜地区一帯の沿岸地域はほとんど全世帯が水につかり、富田地区では21人もの死者が出た。高潮と水害対策からコンクリートの堤防が築かれて富田浜の砂浜は消滅して、富田浜跡地の上に国道23号線がの名四国道が開通した。九鬼喜久男四日市市長が実施した都市計画によって富田浜海岸の伊勢湾は埋め立てられ、四日市コンビナートが立地して、四日市港の霞埠頭が完成した。
- 駅から東方面へ約200メートルのところに残る松並木がある。昭和戦前期の児童文学者の巌谷小波（さざなみ）の句碑の「涼しさや　松こしに見る　伊勢の海」があり、わずかに富田浜海水浴場の浜辺の面影を残す。
- 富田文化財保存会の会長は「きれいな海辺で夏には海水浴に行くのが楽しみだった。駅から海岸への道の両側には土産物屋が立ち並んでいた」と回想している。
- 富田浜駅の北側の位置の富田浜病院も、富田浜海水浴場をしのばせる。戦前の1932年（昭和7年）に、結核療養所として開設された。戦前は結核治療の特効薬はなく、清浄な空気と安静が有効とされて、富田浜の地が結核治療の保養所として選ばれていた。
- 近隣の三重郡富洲原町会議員で富田一色区長の生川平三郎が観光地の開発事業を行い、富田浜のレジャー化として、富田浜周辺の観光地化と富田浜町を発展させる事業として旅館街の整備と富田浜町の市街地を整備して、富田浜地区の富田浜海水浴場も開設及び整備した。
- 富田浜海水浴の西側の四日市市立富田中学校では、校歌の1番にある「青松白砂つらなりて」が現状にそぐわないため、1番を飛ばして2番から歌っていた時期があった。

## 歴史
- 富田浜駅は1908年（明治41年）、海水浴客のために臨時停車場として開設された。常設駅になったのは1928年（昭和3年）からである。四日市市の海水浴場は三滝川の河口から朝明川の河口に至っていた。伊勢湾沿いに美しい浜地が連なっている。表現すると白砂青松の別天地があり、そこに富田浜海水浴場であった。付近には南側に霞ヶ浦海水浴場（羽津地区の霞ヶ浦区域）→午起海水浴場（東橋北地区の午起区域）があり、北側に松ヶ浦海水浴場（富洲原地区の富田一色町沿い）→須賀浦海水浴場（富洲原地区の天ヶ須賀区域）→高松海岸（三重郡川越町の高松地区）→福崎海岸（三重郡川越町の南福崎地区）に海水浴場があった。伊勢湾北部の四日市近隣の海水浴場には多くの海水浴場客がおしかけて大いに賑わった[2]。
- 以前は富田浜駅をから東へ300mほど歩くと、遠浅の白砂青松の海岸が目の前に広がり、霞ヶ浦の別荘地には豪邸が立ち並び、海水浴のメッカだった。
- 海水浴シーズンになると、富田浜駅から伊勢湾の海岸までの富田浜通りが、観光客の流れが途切れることなく、みやげ物屋や商店がとても賑わっていた。肺の病気の結核で療養中であった山口誓子が、三重県四日市市出身の柳生夜来の推薦で富田浜海水浴場沿いの富田浜の別荘地に戦時中やってきた。
- 富田浜海水浴場は1907年（明治40年）に開設された場所である。翌年の1908年（明治41年）には関西本線富田浜駅が臨時停車場となり、加えて国鉄の臨時列車も増発されて、駅から便利で、水が綺麗で、白砂青松など天然の好条件の環境に恵まれた富田浜病院や飯田病院もあり、療養所も兼ねた旅館や別荘が立ち並び、長期滞在できることができる療養ができることが特徴だった海水浴場だった。海水浴シーズン中は富田浜洲組合員による簡易休憩場・食堂・土産物販売に営業も年々活発となった。地元の旅館業者や土産物業者が1921年（大正11年）に富田保勝会を結成した。種々のPR活動が展開されて、富田浜人工滝の設置・賃貸ヨットの創設・賃貸ボートの創設・海水飛び込み台などが設置された。夜間は種々の娯楽施設の誘致をしたり、浜辺での野外映画を上映して宿泊客がそれぞれ砂浜に座り楽しんでいた[3]。
- 富田案内や蛤料理などの小冊子を発行して、大いにPRに努力して集客力のアップに工夫を重ねた。1937年（昭和12年）に旧制富田中学校（現在の三重県立四日市高等学校）のヨット部の先輩の鈴木道夫・大野正夫・三重郡富田町議会議員の伊藤吉兵衛からの帆艇三隻の寄贈をうけてヨット部が創設されて富田浜の海で訓練された。富田浜へは毎年、舘山海軍航空隊に複葉にフロートがついた下駄ばきと呼称されていた飛行機が数機飛来し（卒業飛行試験のコース）を大勢の人々が歓迎して見物した[4]。
- 1949年（昭和24年）頃、四日市港から富田浜までの遠泳競技が実施された。戦後は四日市コンビナートが誘致された石油化学工業の石油企業と化学企業の進出で廃油の垂れ流しによる伊勢湾後の水質汚染や伊勢湾台風の襲来や国道23号の名四国道の建設で遊泳禁止となり海が汚れて海水浴ができなくなり、1961年（昭和36年）に富田浜海水浴場は閉鎖となった。工業化とために霞ヶ浦海水浴場沖に霞コンビナートの化学工場と富田浜沖に四日市港ポートビルと物流センターなどの国際港が埋め立てられて建設された。四日市市富田浜町に僅かに残っている松並木が昔の良き富田浜の面影を忍ばせてくれる[5]。1970年（昭和45年）には国鉄富田浜駅も淋しい観光地ではないそれ以外の寂びれた無人駅となった。富田浜の蛤鈴や蛤笛は、四日市市富田の郷土玩具の収集家である伊藤蝠堂が、海水浴場として賑わった富田浜の土産として趣向されて、1931年（昭和6年）に大きい、中くらい、小さいの三種類を作らせた物である。

## 地形
- 富田浜海水浴場の地形（南端・北端・沖合・南側・北側）は以下である。

1. 南端は、富田浜町である。
2. 北端は、富田浜元町である。
3. 沖合は、伊勢湾沿岸（現在の四日市市浜園町と霞ヶ浦沿いの四日市港の霞埠頭）である。
4. 南側は、羽津地区の霞ヶ浦町と白須賀地区である。
5. 北側は、四日市市富田地区の東富田町である。
6. 西側は、四日市市茂福地区の東茂福町である。

- 富田浜町・富田浜元町・南富田町・茂福町・東茂福町は、1966年（昭和41年）に、茂福地区の大字茂福から分離した住所制度の町名である。
- 富田浜町の由来は、富田浜海水浴場があったことによる。
- 浜園町は、1976年（昭和51年）に、四日市港管理組合の公共事業で富田浜海水浴場だった伊勢湾沿いの海岸線を埋立てて新しく造成した南北に細長い土地である。地名の浜園町の由来は、富田の海浜の公園という意味である。富田浜海水浴場として繁栄した伊勢沿いの海岸であったが、地盤沈下と国道23号線の開通で綺麗な遠浅の砂浜が消滅した。
- 戦国時代の1560年（永禄3年）の茂福合戦の折には、救援に富田浜に上陸した神戸氏軍による伊勢湾からの茂福城への上陸作戦の目印に富田浜の富田の一本松がなった。1568年（永禄11年）の織田信長の北伊勢侵攻で家臣の滝川一益の織田軍上陸の際も富田浜の富田の一本松を富田地域攻略の目印とした。

## アクセス
- 国鉄 関西本線の富田浜駅より東方面へ僅かの距離（約300mで徒歩2分）。